# Siltasaari

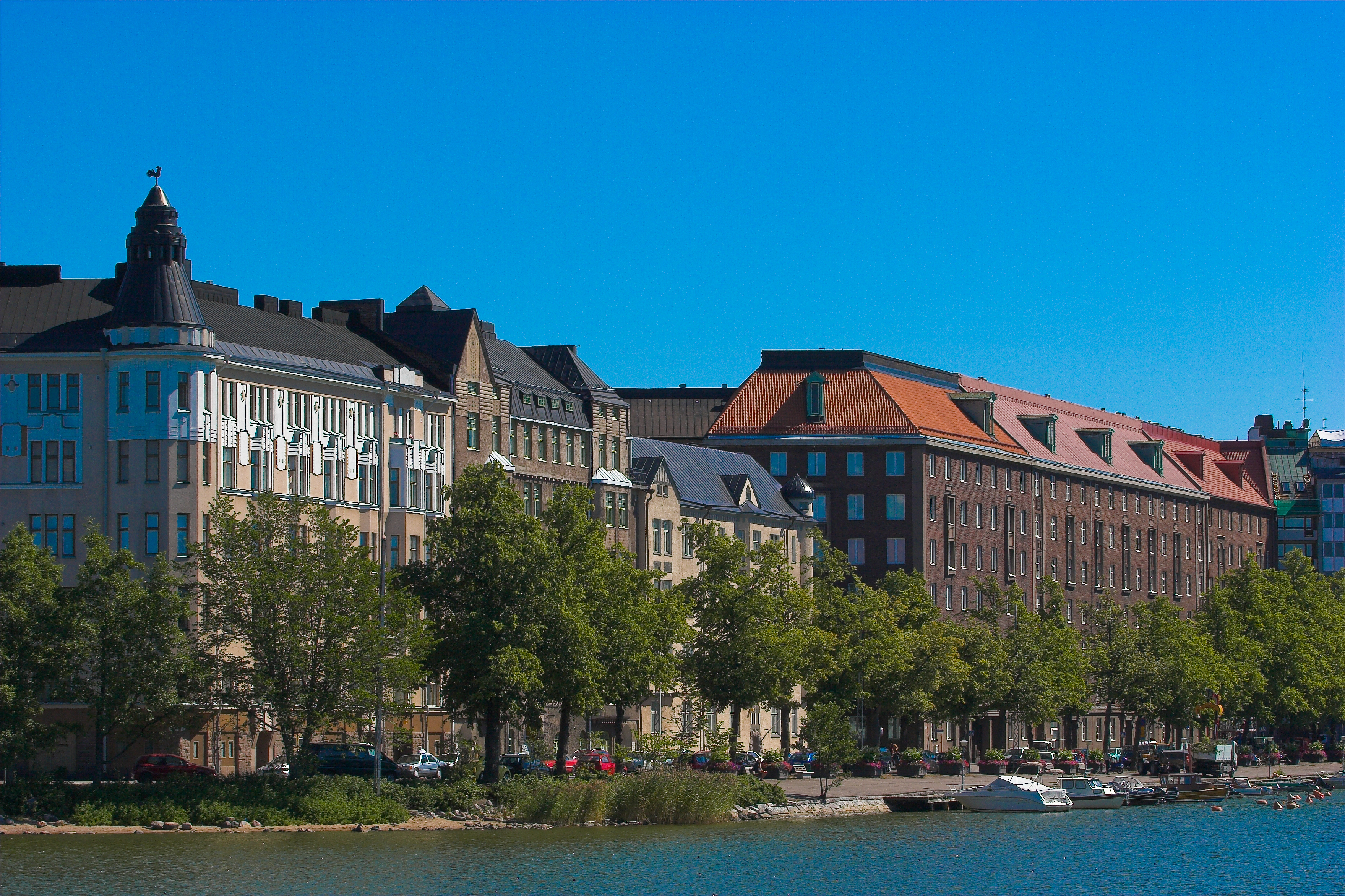
Vue de la plage du sud de Siltasaari.

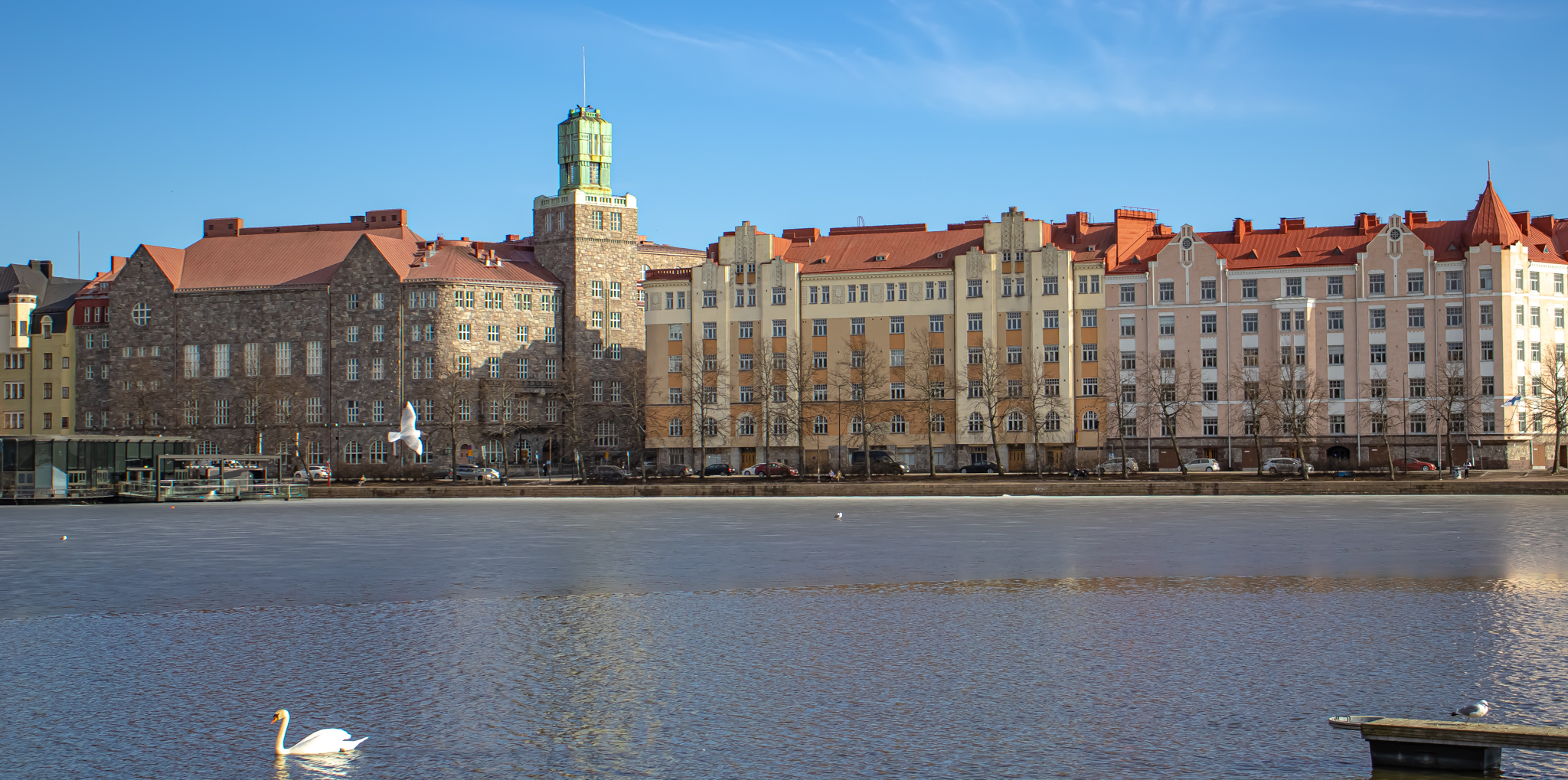
Siltasaari vu de Tokoinranta.

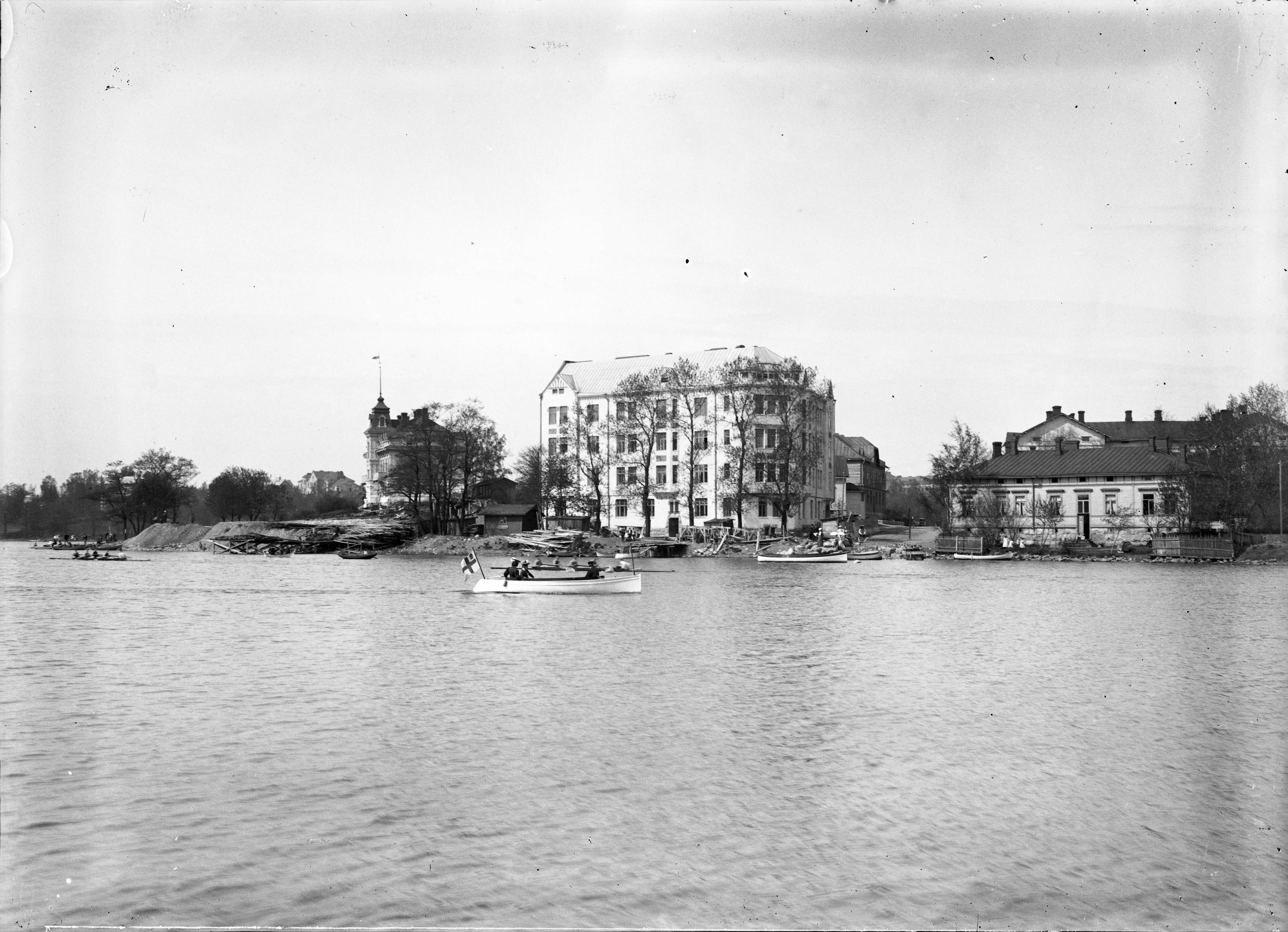
Siltasaari vers 1900.

Siltasaari (en suédois : Broholmen) est une section du quartier de Kallio à Helsinki, en Finlande

## Description
La section de Siltasaari a une superficie de 0,22 km2, sa population s'élève à 2 297 habitants(1.1.2008) et il offre 4254 emplois (31.12.2005).

## Lieux et monuments
On peut voir à Siltasaari entre autres :
- Place du marché de Hakaniemi,
- Halle du marché de Hakaniemi
- Station de Hakaniemi
- Ympyrätalo
- La maison des travailleurs,
- Siège de Wärtsilä

## Galerie

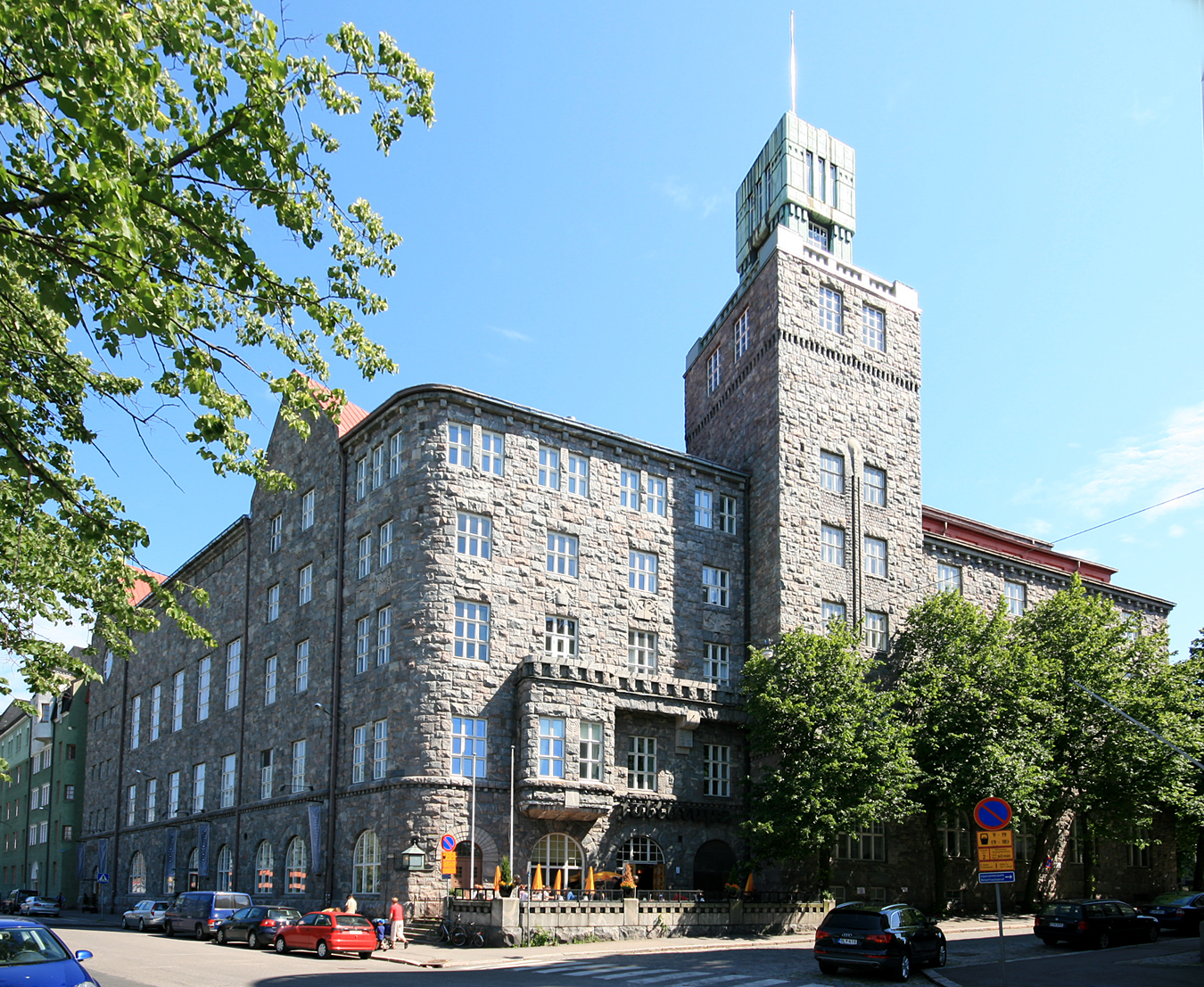
La maison des travailleurs.
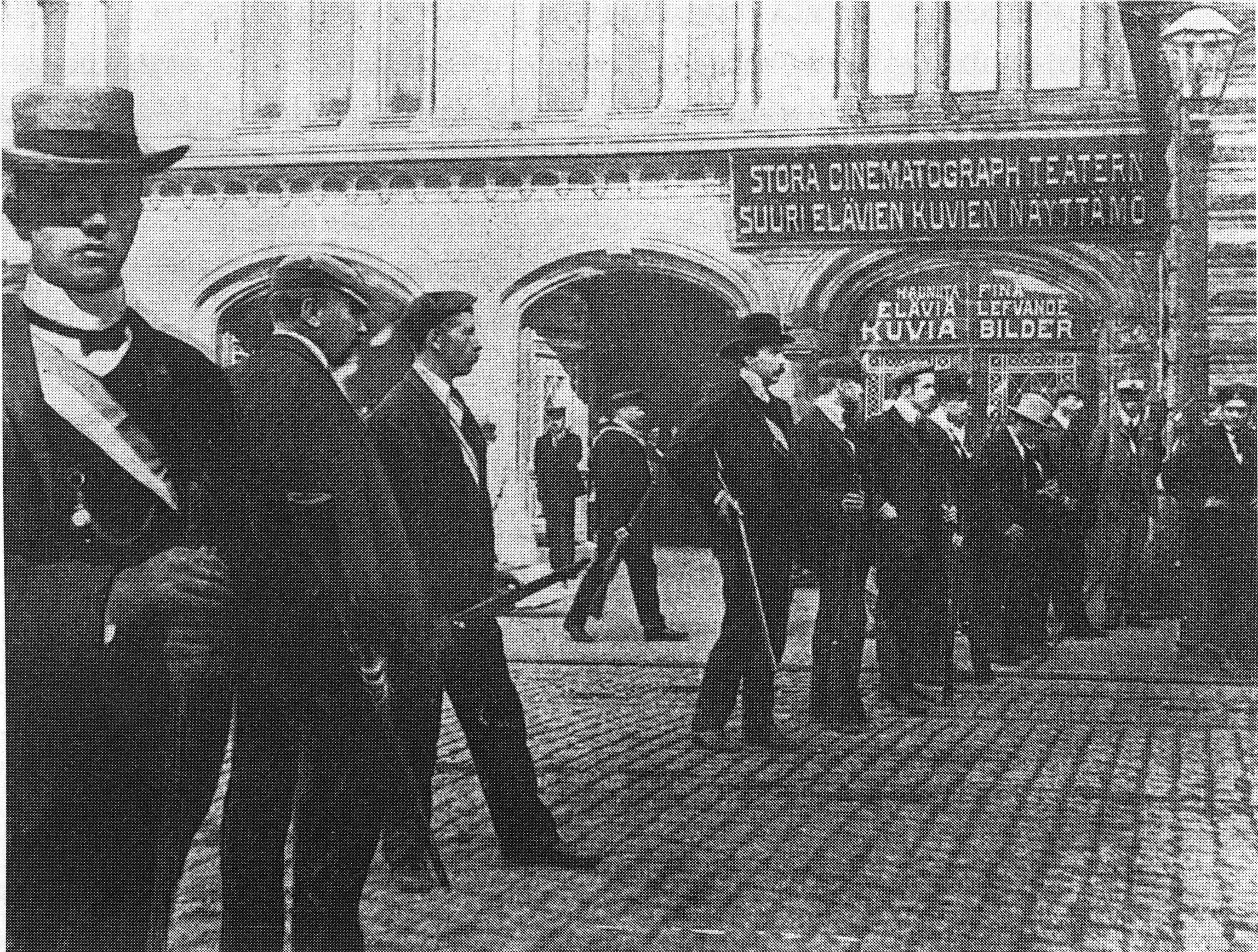
La Garde blanche à Siltasaari lors des émeutes de Hakaniemi en août 1906.
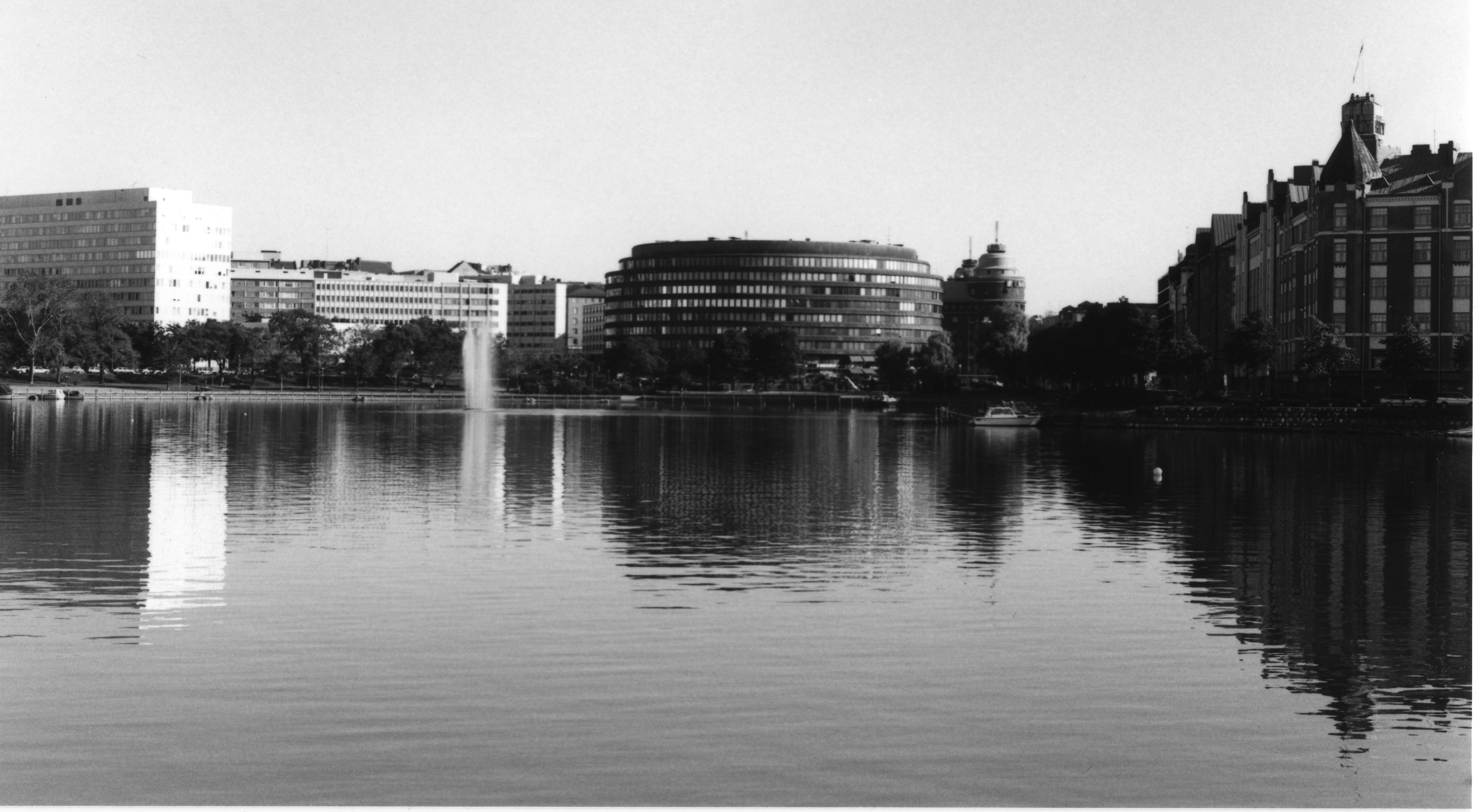
Siltasaari.